# Willy Spannowsky
Willy Spannowsky (* 1958) ist ein deutscher Jurist, dessen Themenschwerpunkte vor allem Planungsrecht, Raumordnungsrecht und Europarecht sind. Häufig ist er auch an Gutachten von nationaler oder internationaler Bedeutung beteiligt. Er ist zudem Inhaber des Lehrstuhls Öffentliches Recht im Fachbereich Raum- und Umweltplanung an der Rheinland-Pfälzischen Technischen Universität in Kaiserslautern sowie Richter am Pfälzischen Oberlandesgericht Zweibrücken.

## Werdegang
Spannowsky studierte von 1980 bis 1984 Rechtswissenschaften an der Universität Tübingen. Danach war er dort bis 1986 als wissenschaftlicher Mitarbeiter am Lehrstuhl von Püttner tätig. Im Anschluss absolvierte er von 1986 bis 1988 sein Referendariat am Landgericht Tübingen. 1987 promovierte er schließlich auch an der Universität Tübingen.
Nach seinem Abschluss arbeitete er 1989 und 1990 als Staatsanwalt in der Schwerpunktabteilung für Wirtschaftsstrafsachen bei der Staatsanwaltschaft Stuttgart. Ab 1991 arbeitete er als Wissenschaftlicher Assistent am Lehrstuhl von Püttner an der Eberhard-Karls-Universität Tübingen. Zwischen 1990 und 1991 war er zudem Richter am Landgericht Tübingen.
1994 verfasste er schließlich seine Habilitationsschrift zum Thema Grenzen des Verwaltungshandelns durch Verträge und Absprachen. In dieser Zeit arbeitete er auch als Privatdozent als Lehrstuhlvertretung am Lehrstuhl Öffentliches Recht an der Universität Trier.
1994 bis 1995 übernahm er den Lehrstuhl Öffentliches an der Ruprecht-Karls-Universität Heidelberg. 1995 wurde er jedoch an den gleichnamigen Lehrstuhl an der damaligen TU Kaiserslautern, heutige RPTU berufen, an dem er bis heute tätig ist. Im Sommersemester 1994 war er dort zunächst als Lehrstuhlvertretung tätig, ab Ende 1995 jedoch als offizieller Inhaber.
1996 wurde er schließlich auch zum Richter am Pfälzischen Oberlandesgericht in Zweibrücken berufen. Dort ist er im zweiten Hauptamt tätig.
Seit 2013 ist Spannowsky Mitglied des Beirats für Raumentwicklung beim Bundesministerium des Innern, für Bau und Heimat.

## Werke

### Veröffentlichungen
- Umweltprüfungen bei städtebaulichen Planungen und Projekten
- Fach- und Rechtsprobleme der Nachverdichtung und Baulandmobilisierung
- Standortbezogene Steuerung von Unternehmensgründungen
- Die Auswirkungen von Truppenübungsplätzen auf die städtebauliche Planung und die planungsrechtliche Zulässigkeit von Vorhaben
- Umweltverträglichkeitsprüfung in der Bauleitplanung
- Schnittmengen zwischen Planung und Planverwirklichung im Städtebaurecht, Festschriften, C.H.BECK Buch ISBN 978-3-406-65193-9

### Gesetzeskommentare
- Spannowsky / Uechtritz: Baugesetzbuch: BauGB, 2. Auflage, Kommentar C.H.BECK Buch ISBN 978-3-406-63039-2
- Spannowsky / Runkel / Goppel: Raumordnungsgesetz (ROG): ROG Kommentar, C.H.BECK Buch ISBN 978-3-406-60472-0
- Bielenberg / Runkel / Spannowsky: Raumordnungs- und Landesplanungsrecht des Bundes und der Länder • Fortsetzungsbezug, Ergänzbarer Kommentar und systematische Sammlung der Rechts- und Verwaltungsvorschriften. Grundwerk mit Ergänzungslieferung 3/14, Kommentar, ESV, Loseblatt, ISBN 978-3-503-01362-3
- Bielenberg / Runkel / Spannowsky: Raumordnungs- und Landesplanungsrecht des Bundes und der Länder • Apartwerk, Ergänzbarer Kommentar und systematische Sammlung der Rechts- und Verwaltungsvorschriften, Kommentar

## Mitgliedschaften
Spannowsky ist Mitglied folgender Institutionen und Vereinigungen:
- Akademie für Raumforschung und Landesplanung (korrespondierendes Mitglied)
- Deutscher Hochschulverband
- Deutscher Richterbund
- Vereinigung der Deutschen Staatsrechtslehrer
- Beirat für Raumentwicklung der 18. Legislaturperiode des Deutschen Bundestages (bis 2017)